# Мачек, Власта
Власта Мачек (Калхбреннер; хорв. Vlasta Maček; род. 17 июня 1952) — хорватская шахматистка, международный мастер (1974) среди женщин.
В составе сборных Югославии и Хорватии участница 11-и Олимпиад (1974, 1978, 1982 — за Югославию; 1992—2006 — за Хорватию) и пяти командных чемпионатов Европы (1992, 1999—2005 — за Хорватию).

## Изменения рейтинга
| Графики недоступны из-за технических проблем. См. информацию на Фабрикаторе и на mediawiki.org. |